# Philippe François Bart

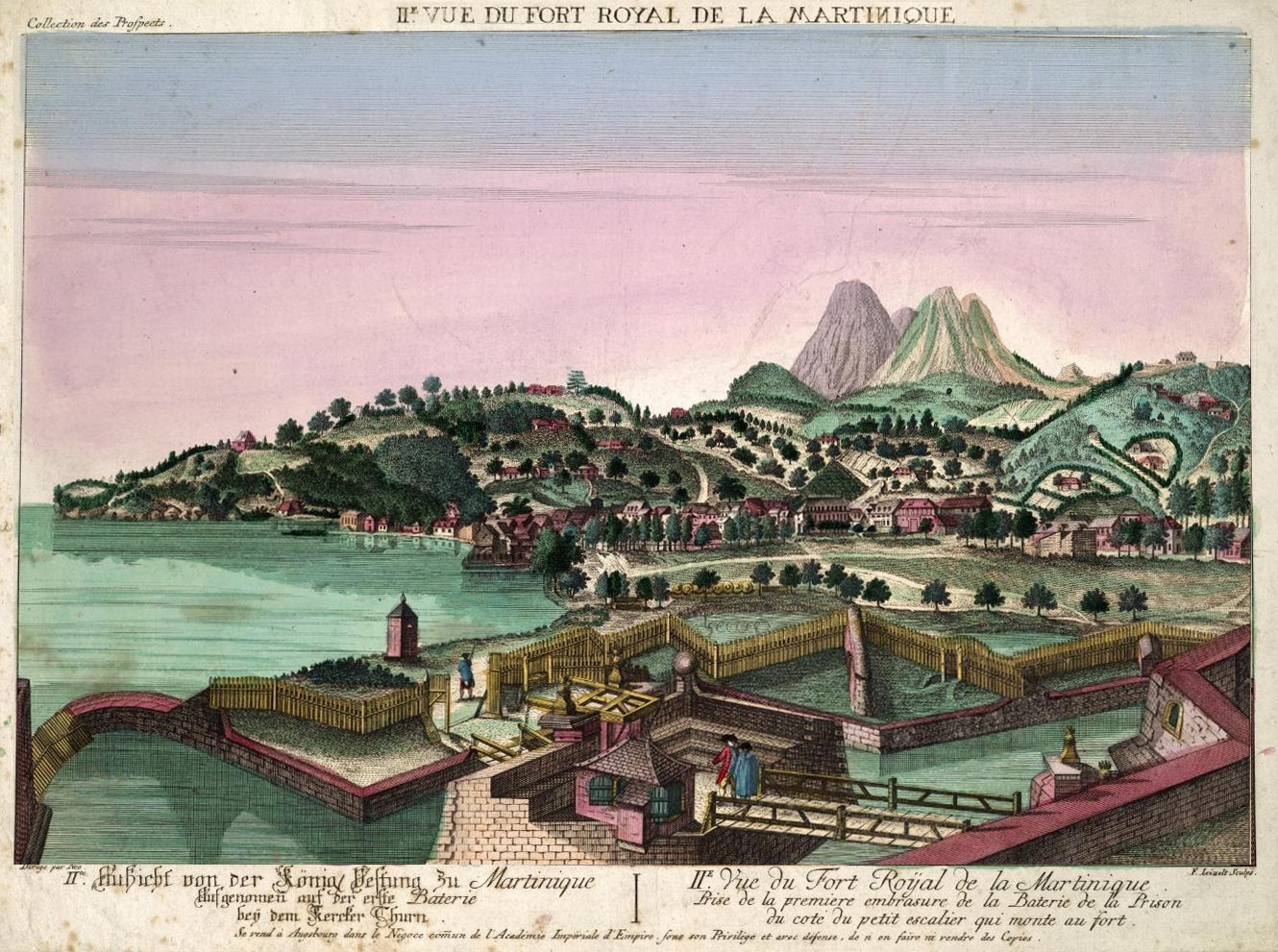
Fort Royal in Martinique

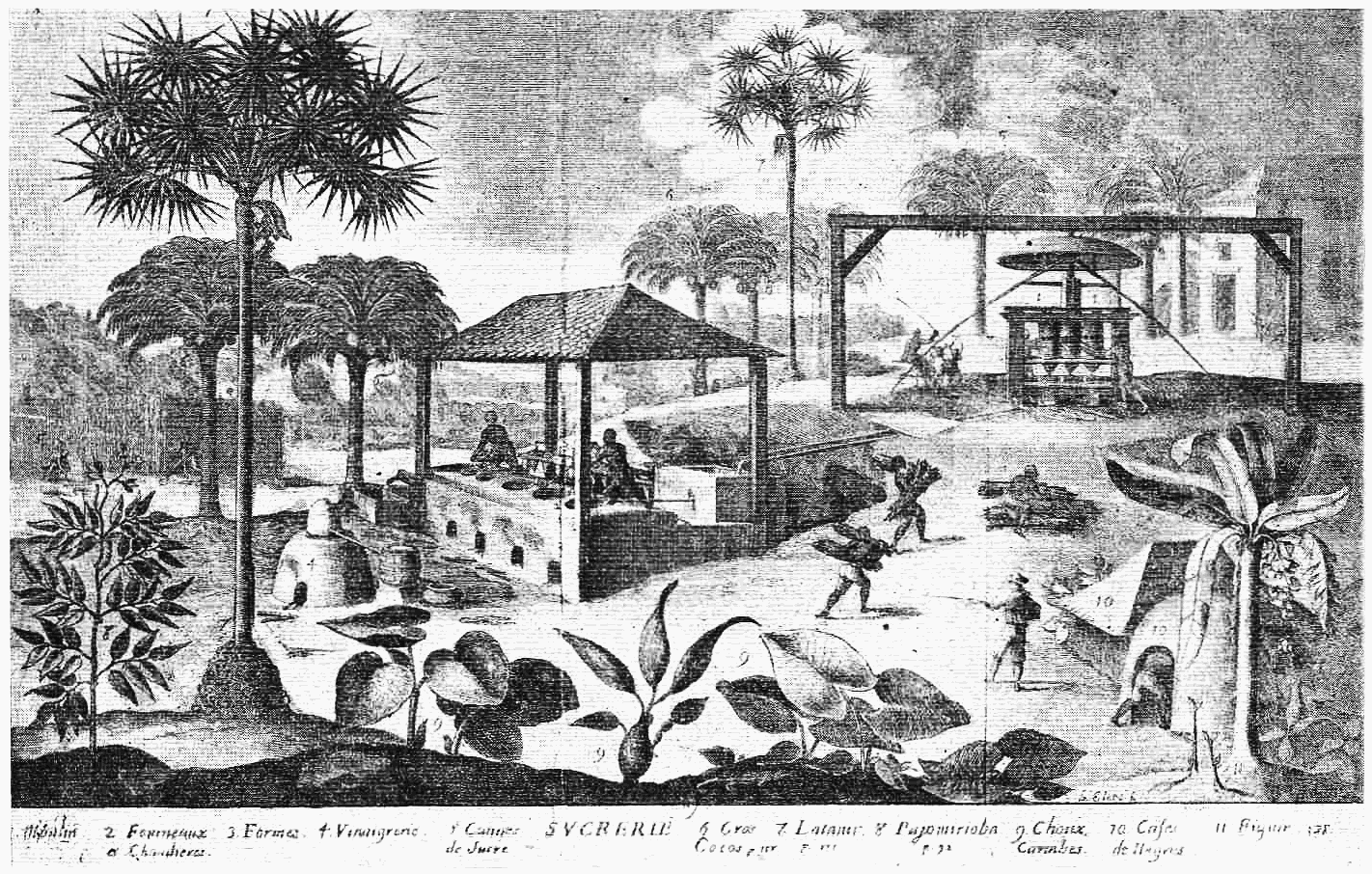
Franse kolonialen in Saint-Domingue

Philippe François Bart (Duinkerke, 28 februari 1706 – Parijs, 12 maart 1784) was een marineofficier van het koninkrijk Frankrijk, alsook gouverneur van Saint-Domingue, het latere Haïti.

## Levensloop
Bart was een kleinzoon van Jan Baert, piraat, en een zoon van François-Cornil Bart, marine-officier in dienst van het koninkrijk Frankrijk. Zelf startte hij zijn loopbaan bij de marine in 1722, 16 jaar oud. In 1748 verkreeg hij de graad van commandant.
Van 1753 tot 1756 was hij commandant over het Fort Royal, een vesting met haven in de Franse kolonie Martinique.
In 1756 wisselde Frankrijk van bondgenootschap: Oostenrijk werd bondgenoot en Groot-Brittannië vijand. Dit was de Renversement des Alliances van de Fransen. Een van de gevolgen was een zeeoorlog tussen Fransen en Britten tijdens de Zevenjarige oorlog (1756-1763). Van 1756 tot 1761 was Bart gouverneur van Saint-Domingue. Als gouverneur moest hij voortdurend ondersteuning geven aan prins Joseph de Bauffremont, die het bevel voerde over de koninklijke marine in de Franse kolonies in Amerika.
In 1764, na het einde van de Zevenjarige oorlog, werd Bart bevorderd tot fregatkapitein. Hij ontving de Orde van de Heilige Lodewijk voor bewezen diensten aan de koning van Frankrijk (1766).
- Système universitaire de documentation: 22331708X
- Virtual International Authority File: 8611151838000620520002